# 日本信息学奥林匹克
日本信息学奥林匹克（日语：日本情報オリンピック、英语：Japanese Olympiad in Infomatics，通称JOI）是每年为决定参加国际信息学奥林匹克的日本选手而举办的比赛。从1994年开始举办，1997年之后一度中断，直到2005年才恢复举办。

## 概要

### 参加資格
具有参加资格的选手即是具有参加翌年国际信息学奥林匹克的选手，即高中二年级及以下。也就是说，第二年的4月的时候，高中或以下的学校（高等专门学校的情况是高中的相当学年）的在校学生且未满20岁的人。

### 预选
每年11月左右在网络上进行。因此，即使不满足参加资格，也能报考预选。共有6题，成绩分为A、B、C三类。A等级者（往往有几十人）可以参加本选。

### 本选
每年2月左右在日本国内进行。预选赛A等级选手和合作竞赛优胜队成员等可以参加。
在5个小时内回答数题。编程语言只允许使用C++。
成绩同样分A、B、C三个等级。获得A等级的选手可以参加春季集训。第一名、第二名、第三名分别获得金、银、铜奖，此外，各地区表现优异者获得地区奖项。

### 春季集训
每年3月在日本国内举行。本选通过的前20名可以参加。
在此期间进行讲课和考试，以及本选的表彰式。
选拔4人作为国际信息奥林匹克的代表选手。有希望在其他的国际科学奥林匹克的出场者，只要日程不冲突，亦可参加选拔。

### IOI2018在日本举行
2014年台北大会的IOI总会上，决定2018年第30届国际信息奥林匹克在日本举行。

## 记录

### 本选获奖者
| 回 | 年份   | 金奖                         | 銀奖                         | 銅奖                   | 参加者数 |
| -- | ------ | ---------------------------- | ---------------------------- | ---------------------- | -------- |
| 1  | 1994年 | 松山健吾                     | 伊藤哲史                     | 渕上竜司               |          |
| 2  | 1995年 | 飯島浩光                     | 伊藤剛志                     | 伊藤哲史               |          |
| 3  | 1996年 | 伊藤剛志                     | 清木昌                       | 飯島浩光               |          |
| 4  | 1997年 | 清木昌                       | 伊藤剛志                     | 笹尾卓宏               |          |
| 5  | 2006年 | 秋葉拓哉                     | 片岡俊基                     | 今城健太郎 渡部正樹    | 59       |
| 6  | 2007年 | 片岡俊基                     | 伊藤康人                     | 山下晃弘 奥田遼介      | 145      |
| 7  | 2008年 | 副島真                       | 松元叡一                     | 吉田 周平              |          |
| 8  | 2009年 | 副島真 滝聞太基 保坂和宏     | 山下洋史                     | 村井翔悟               | 406      |
| 9  | 2010年 | 村井翔悟                     | 原将己                       | 山下洋史               | 521      |
| 10 | 2011年 | 村井翔悟                     | 今西健介 原将己              | 笠浦一海               | 691      |
| 11 | 2012年 | 笠浦一海 二階堂建人 村井翔悟 | 河田旺 秀郁未                | 池田基樹 北村寛 劉鴻志 | 709      |
| 12 | 2013年 | 劉鴻志                       | 岩井龍之介                   | 熊崎 剛生              | 824      |
| 13 | 2014年 | 井上卓哉 隈部壮 佐藤 竜馬    | 伊佐碩恭 岩井龍之介 高谷悠太 | 968                    |          |
| 14 | 2015年 | 髙谷悠太                     | 増田隆宏                     | 河原井 啓              | 1099     |

### 过去的IOI日本代表选手
| 年            | 举办地   | 日本的成绩 | 日本的奖牌数 | 选手     | 成绩   | 选手     | 成绩 | 选手       | 成绩 | 選手       | 成績 |
| ------------- | -------- | ---------- | ------------ | -------- | ------ | -------- | ---- | ---------- | ---- | ---------- | ---- |
| 1994年        | 瑞典     | 15位       | 銀2          | 松山健吾 | 銀     | 伊藤哲史 | 銀   | －         | －   | －         | －   |
| 1995年        | 荷兰     | 11位       | 金1銅1       | 伊藤哲史 | 金     | 木内哲平 | 銅   | －         | －   | －         | －   |
| 1996年        | 匈牙利   | 位         | 无           | 伊藤剛志 | 小林悠 | －       | －   | －         | －   |            |      |
| 1997 - 2005年 | 不参加   | －         | －           | －       | －     | －       | －   | －         | －   | －         | －   |
| 2006年        | 墨西哥   | 6位        | 金2銅1       | 片岡俊基 | 金     | 渡辺正樹 | 金   | 今城健太郎 | 銅   | 秋葉拓哉   |      |
| 2007年        | 克罗地亚 | 14位       | 金2銅1       | 片岡俊基 | 金     | 吉田雄紀 | 銀   | 松元叡一   | 銅   | 奥田遼介   |      |
| 2008年        | 埃及     | 11位       | 金1銀1銅2    | 保坂和宏 | 金     | 副島真   | 銀   | 滝聞太基   | 銅   | 松元叡一   | 銅   |
| 2009年        | 保加利亚 | 6位        | 金2銀1銅1    | 滝聞太基 | 金     | 保坂和宏 | 金   | 副島真     | 銀   | 平野湧一郎 | 銅   |
| 2010年        | 加拿大   | 2位        | 金2銀2       | 原将己   | 金     | 村井翔悟 | 金   | 今西健介   | 銀   | 山下洋史   | 銀   |
| 2011年        | 泰国     | 8位        | 金1銀3       | 村井翔悟 | 金     | 今西健介 | 銀   | 城下慎也   | 銀   | 原将己     | 銀   |
| 2012年        | 意大利   | 7位        | 金1銀3       | 村井翔悟 | 金     | 笠浦一海 | 銀   | 秀郁未     | 銀   | 劉鴻志     |      |
| 2013年        | 澳大利亚 | 11位       | 金1銀2       | 熊﨑剛生 | 金     | 隈部壮   | 銀   | 劉鴻志     | 銀   | 三谷庸     |      |
| 2014年        | 台湾     | 11位       | 金1銀2銅1    | 髙谷悠太 | 金     | 伊佐碩恭 | 銀   | 小倉拳     | 銀   | 佐藤竜馬   | 銅   |

## 关联项目
- APIO
- 小中校生向け国際情報科学コンテスト
- 夏季セミナー
- レギオ
- 国际信息学奥林匹克
- 全国高等学校パソコンコンクール（パソコン甲子園）
- スーパーコンピューティング・コンテスト（電脳甲子園）
- U-22プログラミング・コンテスト
- 全国高等専門学校プログラミングコンテスト

## 运营
- 运营组织：特定非营利活动法人信息学奥林匹克日本委员会（简称：IOI日本委员会）
- 运营基金：从2005年开始，文科省补助金通过科学技术振兴机构支援。另外，还有NTT数据，富士通等的赞助和个人的捐款。

## 参照
1. ↑  全日本共分为6个区。
2. ↑  .   [2016-07-29]. （原始内容存档于2017-08-27）.